# Rauno (Name)
Rauno ist eine estnische und finnische Form des männlichen Vornamens Rainer.

## Namensträger
- Rauno Aaltonen (* 1938), finnischer Rallye-Fahrer
- Rauno Alliku (* 1990), estnischer Fußballspieler
- Rauno Bies (* 1961), finnischer Sportschütze
- Rauno Korpi (* 1951), finnischer Eishockeytrainer
- Rauno Mäkinen (1931–2010), finnischer Ringer
- Rauno Miettinen (* 1949), finnischer Nordischer Kombinierer
- Rauno Esa Nieminen (* 1955), finnischer Musikinstrumentenbauer
- Rauno Sappinen (* 1996), estnischer Fußballspieler
- Rauno Sirk (* 1975), estnischer General